# Adolf Wiklund (biatleet)
Adolf Jakob Wiklund (Rossön, 19 december 1921 – Östersund, 21 september 1970) was een Zweeds biatleet. Wiklund werd in 1958, op het eerste Wereldkampioenschap biatlon, de eerste wereldkampioen op het onderdeel 20km individueel. Tevens won hij met het Zweedse team het estafette-onderdeel. Hij nam ook eenmaal deel aan de Olympische Winterspelen en dit in 1960. Hij eindigde 19e op het onderdeel waarvan hij twee jaar voordien wereldkampioen werd.